# Büren an der Aare
Büren an der Aare (fr. Buron sur Aar) – gmina (niem. Einwohnergemeinde) w Szwajcarii, w kantonie Berno, w regionie administracyjnym Seeland, w okręgu Seeland. Leży nad rzeką Aare oraz Kanałem Nidau-Büren.

## Demografia
W Büren an der Aare mieszkają 3 622 osoby. W 2020 roku 18,6% populacji gminy stanowiły osoby urodzone poza Szwajcarią.

## Transport
Przez teren gminy przebiegają drogi główne nr 22 i nr 252.